# 레테의 연가 (영화)
"레테의 연가"는 1987년에 개봉한 대한민국의 영화이다.

## 캐스팅
- 윤석화
- 강신성일
- 길용우
- 박영규
- 서갑숙
- 김성찬
- 김애경
- 전숙
- 김길호
- 오영화
- 이영호
- 최성관
- 김지영
- 조경래
- 안진수
- 추봉
- 정영국
- 정혜정
- 유하연
- 이연옥
- 양정숙
- 박정아
- 박수진
- 김미경
- 이미연
- 김수경
- 백수정
- 김대영
- 서동준
- 안효남
- 유화선 (특별출연)
- 장옥기 (특별출연)